# Управљање пројектима
Управљање пројектима (енгл. project management) представља примену знања, вештина и алата ради остваривања пројектних циљева и очекивања кључних учесника пројекта. Управљање пројектима је специјализована дисциплина савременог менаџмента која се бави управљањем разноврсним пројектима у циљу побољшања ефикасности њихове реализације. Управљачки концепт којим се, уз помоћ одговарајућих метода организације, планирања, реализације и контроле, усклађују сви потребни ресурси са обављањем потребних активности да би се одређени пројекат остварио на најефикаснији начин, односно у најкраћем времену са најмањим трошковима.